# Thibaut Ruggeri
Thibaut Ruggeri (* 5. September 1980) ist ein französischer Koch. 2013 gewann er den Bocuse d’Or.

## Leben
Mit 14 Jahren entschied sich Ruggeri, Koch zu werden. Er ging zu Michel Guérard im „Près d’Eugénie“, zu Georges Blanc im „Splendid“, zu Michel Kayser und dann ins „Taillevent“ in Paris mit Jean-Claude Vrinat und Alain Solivérès.
Ruggeri hat bereits mehrere Kochwettbewerbe gewonnen, darunter 2013 auch die Kochweltmeisterschaft Bocuse d’Or.

## Auszeichnungen
- 2013: 1. Platz beim Bocuse d’Or[2]